# Evangelische Kirche Feudingen

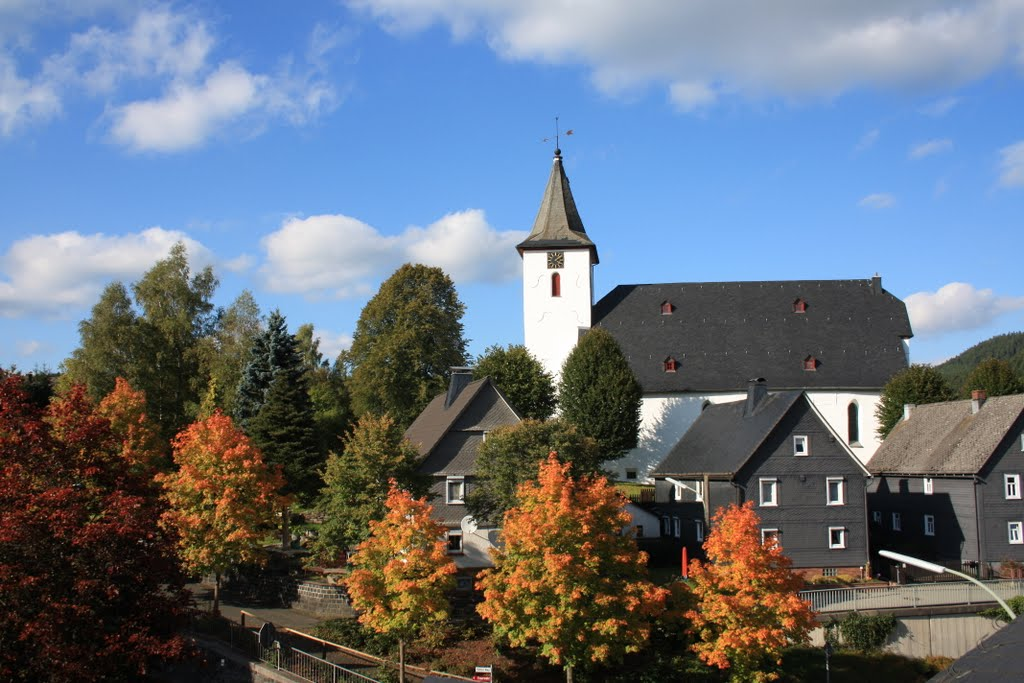
Kirche Feudingen im Herbst

Die evangelische Martins-Kirche ist ein denkmalgeschütztes Gebäude in Feudingen, einem Stadtteil von Bad Laasphe im Kreis Siegen-Wittgenstein in Nordrhein-Westfalen.

## Geschichte und Architektur

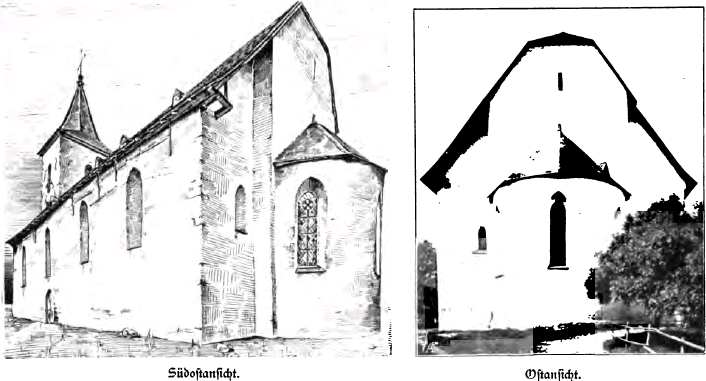
Bild der Kirche aus dem Jahre 1903

Die dreischiffige, gewölbte Hallenkirche wurde in der Mitte des 13. Jahrhunderts errichtet. Vor der jetzigen Kirche stand bereits eine kleinere Holzkirche an demselben Ort. 1218 wurde Egi Nolf als Oberpfarrer nachgewiesen. In demselben Jahr begann gleichzeitig der Bau der jetzigen Kirche, welcher 25 Jahre gedauert hat. Sie ist dem Patrozinium des Hl. Martin unterstellt. Die Hauptapsis ist außen rund und innen kleeblattförmig. Die Nebenapsiden sind im Mauerwerk ausgespart. Der kräftige Westturm ist vorgesetzt. Dieser ist im Jahr 1816 ausgebrannt, und zwei Glocken von 1549 wurden dabei vernichtet. Das Gebäude ist mit schmalen, spitzbogigen Fenstern ausgestattet. Von 1492 bis 1521 ist ein Johannes von Berntzhaußen als Pfarrer zu Feudingen nachgewiesen.

## Ausstattung

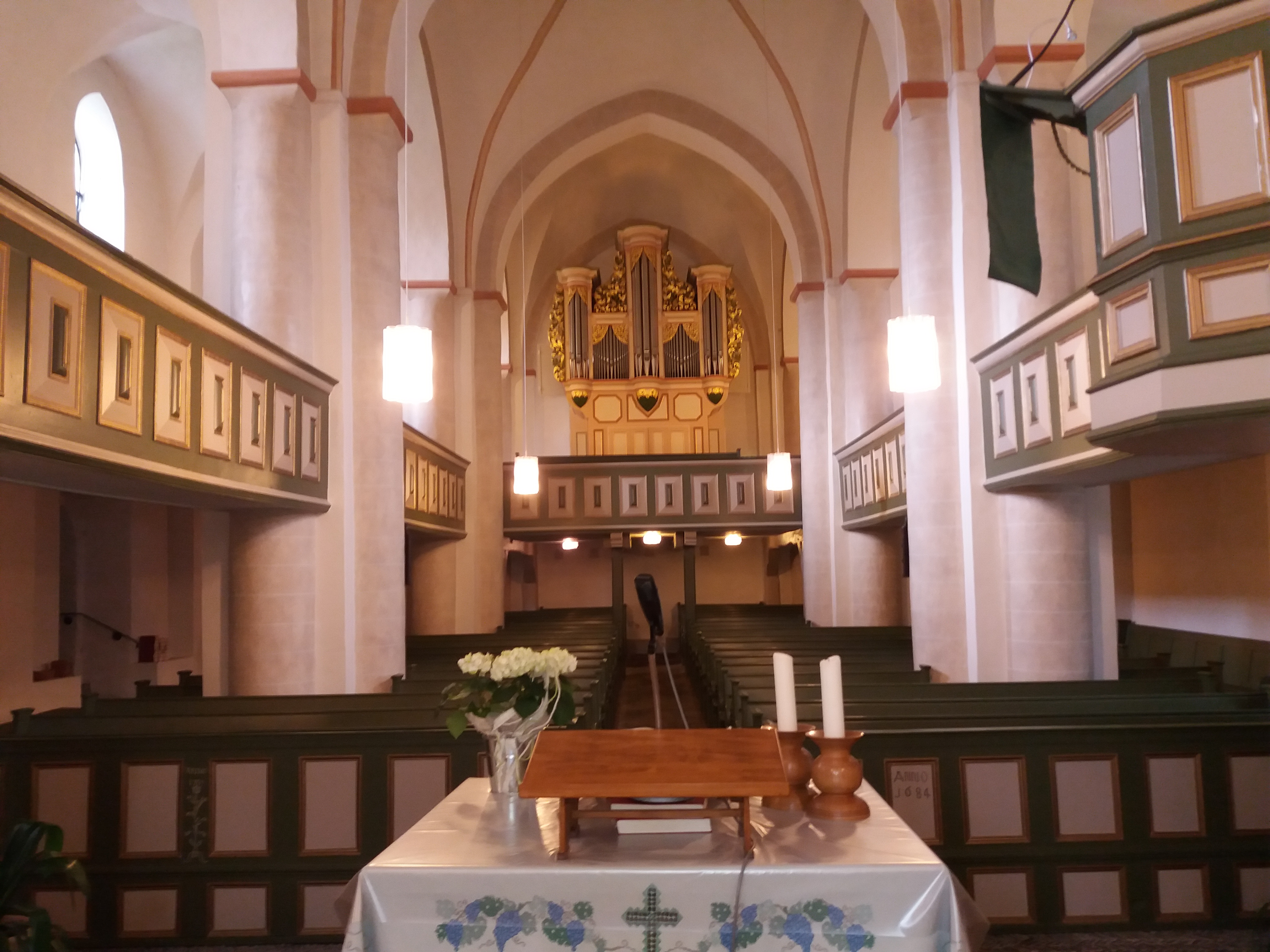
Innenansicht der Kirche

- Im Chor sind Reste alter Wandmalereien, die 1928 ergänzend restauriert wurden, zu sehen.
- Sitzende Apostel
- Gregorsmesse
- Reiterfigur, wohl der Hl. Martin
- Kreuzigung von 1450
- Orgelprospekt von 1715[2]

## Turmuhr

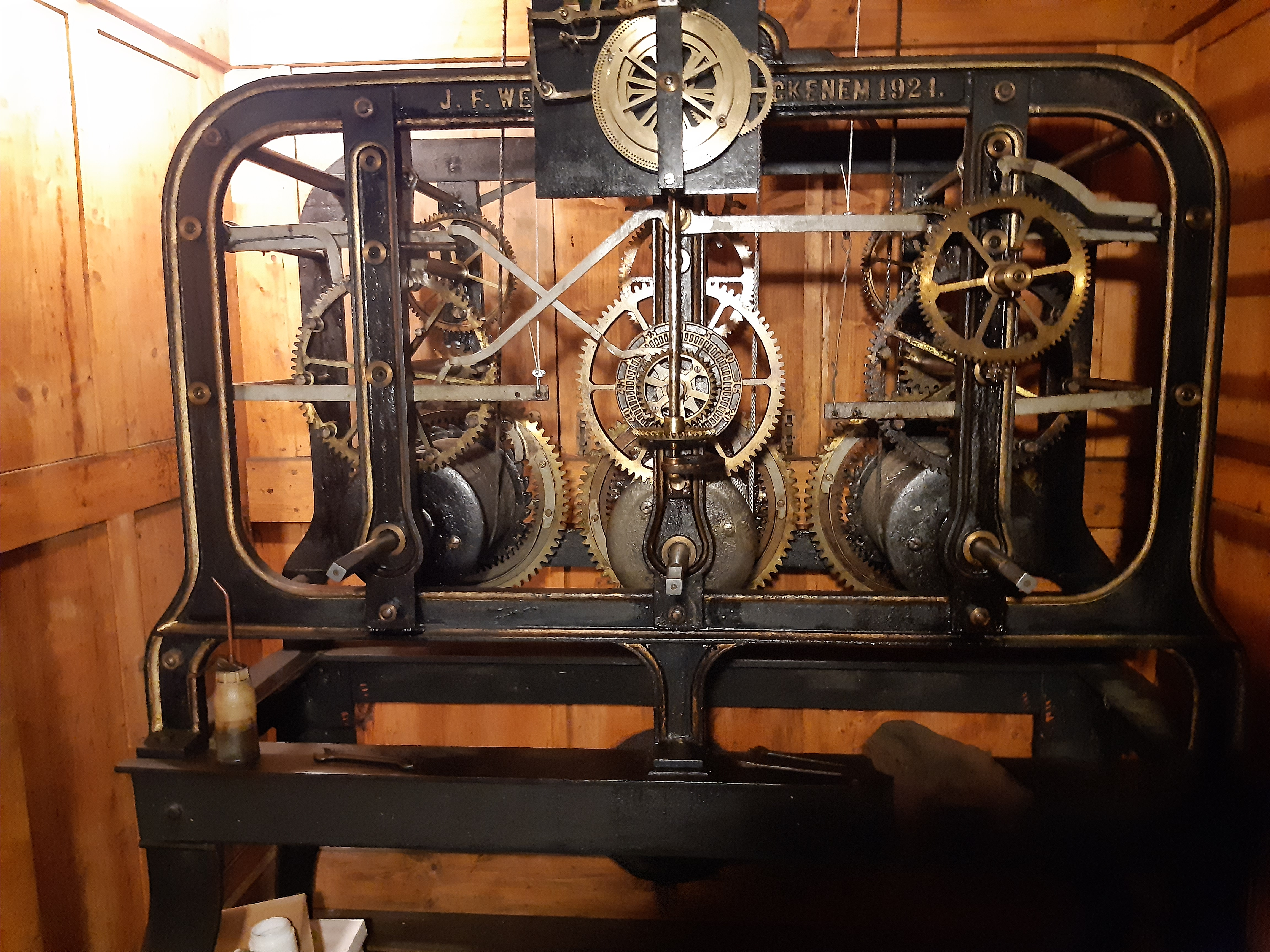
Mechanische Turmuhr der Kirche

Die Turmuhr ist rein mechanisch und aus dem Jahr 1924. Gebaut wurde die Uhr von der Firma J.F. Weule / Bockenem im Jahr 1924. Sie ist bis heute im Urzustand erhalten.  Es sind Drei Werke vorhanden. Links befindet sich das 15 Minuten Schlagwerk, welches mit der Tagesglocke verbunden ist. Dieses löst alle 15 Minuten aus. In der Mitte befindet sich das Zeigerwerk, mit welchem die Zeiger der Uhr am Turm gesteuert werden. Rechts befindet sich das Schlagwerk für den Stundenschlag, welcher mit der größten Glocke verbunden ist. Dieser löst alle 60 Minuten aus. Als Besonderheit ist zu vermerken: Es wird per Quecksilberschalter ebenfalls das Tagesgeläut zu den entsprechenden Uhrzeiten über die Uhr gesteuert. Das Werk ist aufgrund seiner Gewichte mit einer Gehdauer von einer Woche ausgelegt.

## Orgel

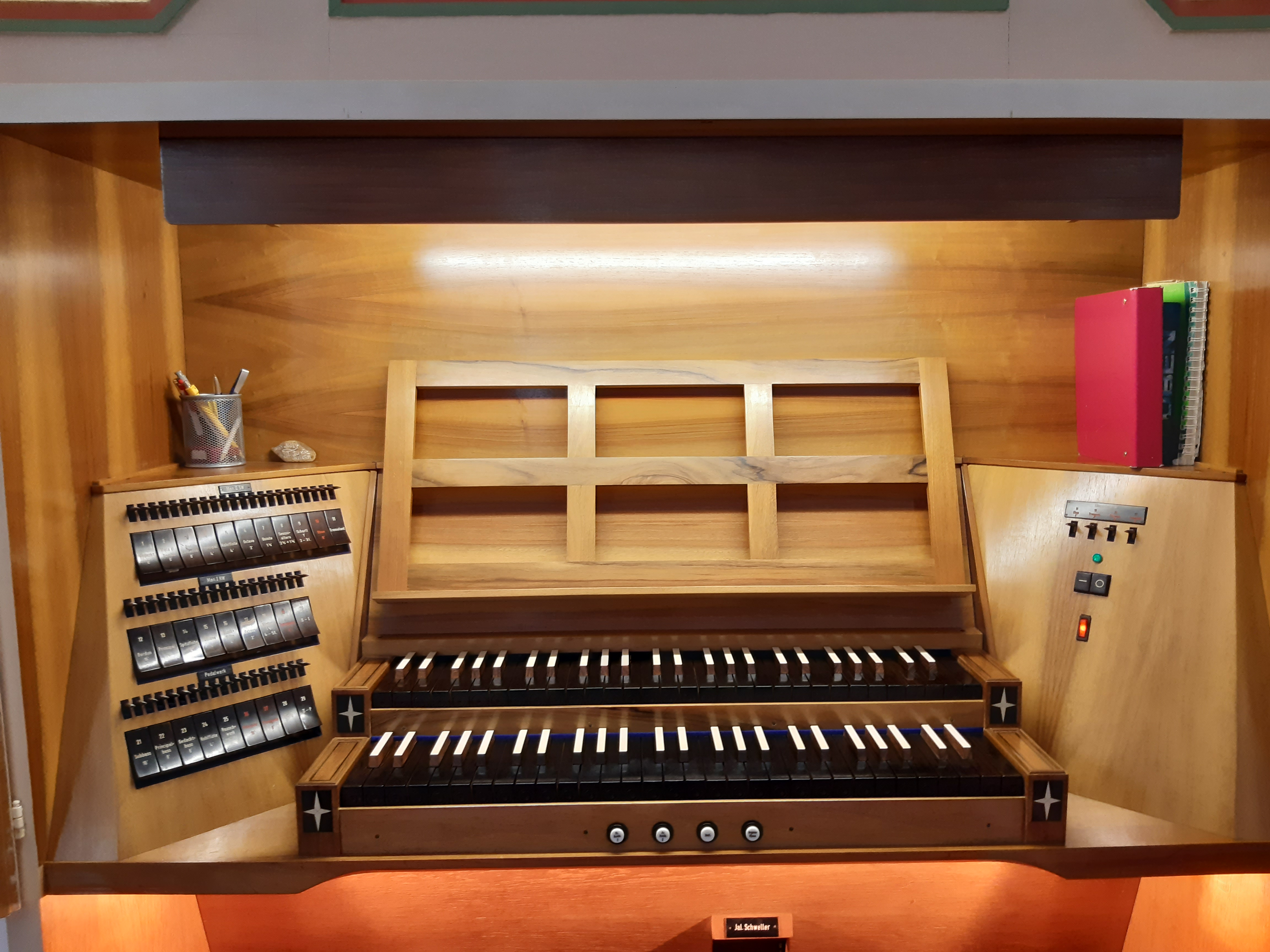
Verschließbarer Spielschrank der Orgel

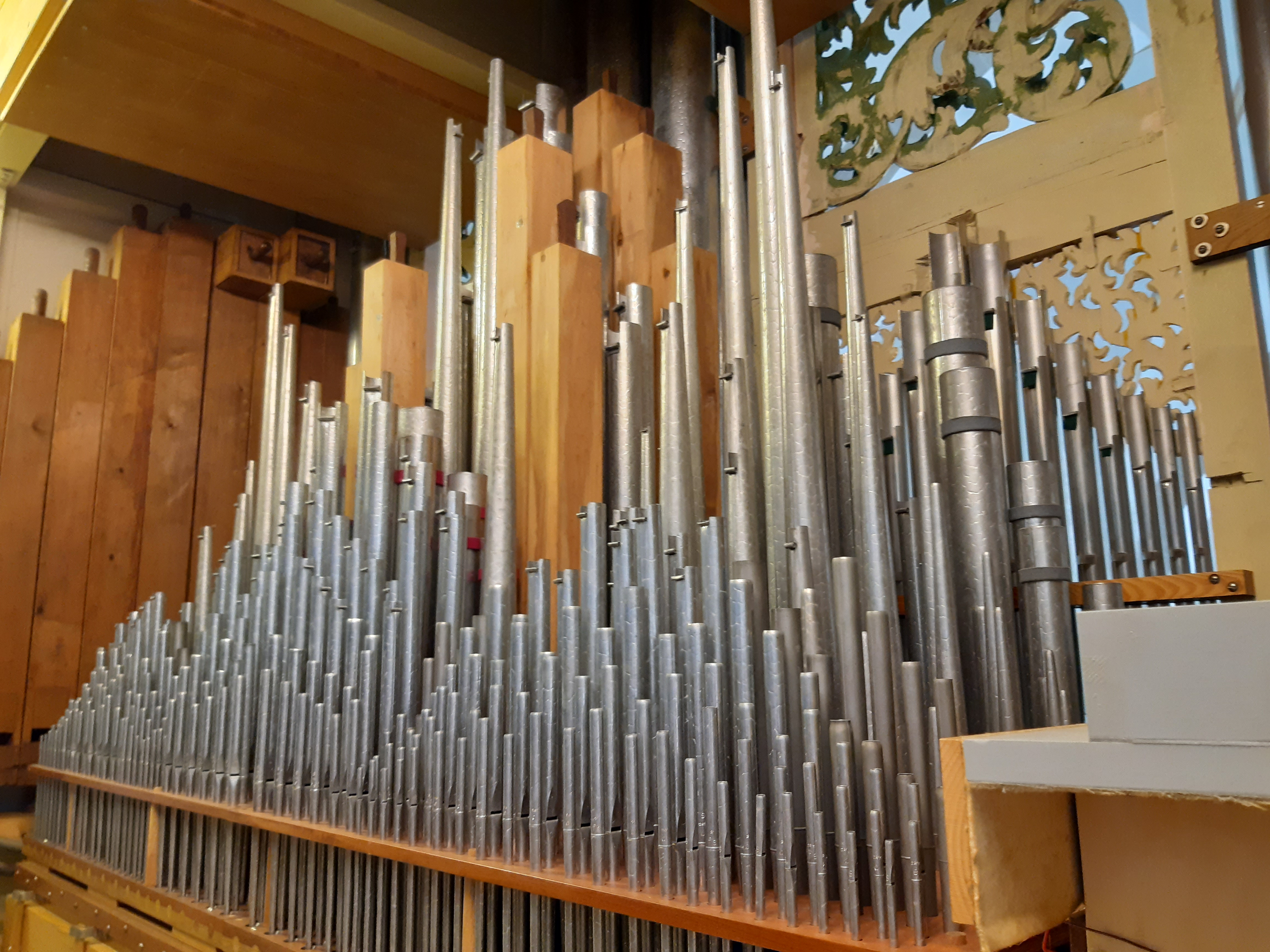
Teile des Hauptwerks

Die erste Orgel der Kirche entstand im Jahre 1715, vermutlich von Johann Conrad Wagner (zehn Register, ein Manual und ein Pedal). Eine Gehäuseinschrift weist auf eine noch frühere Orgel. Nach einem Blitzeinschlag in den Glockenturm wurde die Orgel beschädigt und 1816 durch den Orgelbauer Philipp Heinrich Dickel aus Martbach repariert. Dabei ergänzte er ein selbstständiges Pedalwerk mit drei Registern. Von seinem Sohn Peter Dickel erhielt die Orgel 1851 drei neue Manualregister, eine neue Windlade und eine neue Klaviatur. 1893 schuf der Orgelbauer Ernst Seifert einen kompletten Neubau im alten Gehäuse von 1715. Die Orgel verfügte damit über 20 Register auf zwei Manualen und Pedal.
Im Jahre 1931 ergänzte Seifert die Orgel um ein elektrisches Gebläse und setzte sie um 1,6 Meter zurück. Ferner wurde die Disposition im neobarocken Sinne aufgehellt. Aufgrund von Mängeln war die Orgel Ende der 1970er Jahre nicht mehr störungsfrei spielbar. Deshalb wurde im Jahre 1983 von dem Orgelbauer Dieter Noeske eine neue Orgel in das alte Gehäuse eingebaut, welche für 25 Register vorgesehen war. Allerdings wurden nur 18 Register eingebaut, unter anderem drei alte, wiederverwendete Register vom Orgelbauer Seifert aus 1893. Dies waren Bordun 16′, Viola di Gamba 8′ und Subbass 16′.
2005 wurde das Register Posaune 16′ ins Pedal hinzugefügt, wodurch die Orgel jetzt über 21 Register verfügt. Von Mitte Juli bis Anfang Oktober 2016 wurde die Orgel generalüberholt. Dabei wurden Schimmelansätze entfernt, das Gehäuse komplett gereinigt und die Orgel neu gestimmt. Die Orgel verfügt über diese  Disposition:
| I Hauptwerk C–g3 |       |
| Bordun           | 16′   |
| Prinzipal        | 8′    |
| Spitzflöte       | 8′    |
| Octave           | 4′    |
| Blockflöte       | 4′    |
| Octave           | 2′    |
| Mixtur IV–V      | 1 ⁄3′ |

| II Schwellwerk C–g3 |              |
| Gedackt             | 8′           |
| Viola di Gamba      | 8′           |
| Principal           | 4′           |
| Rohrflöte           | 4′           |
| Octave              | 2′           |
| Quinte              | 1 ⁄3′        |
| Sesquialtera        | 2 ⁄3′+1 3⁄5′ |
| Scharff II–III      | 1′           |
| Oboe                | 8′           |
| Tremulant           |              |

| Pedal C–f1    |     |
| Subbas        | 16′ |
| Principalbass | 8′  |
| Gedacktbass   | 8′  |
| Hohlflöte     | 4′  |
| Posaune       | 16′ |

- Koppeln: II/I, I/P, II/P

## Glocken

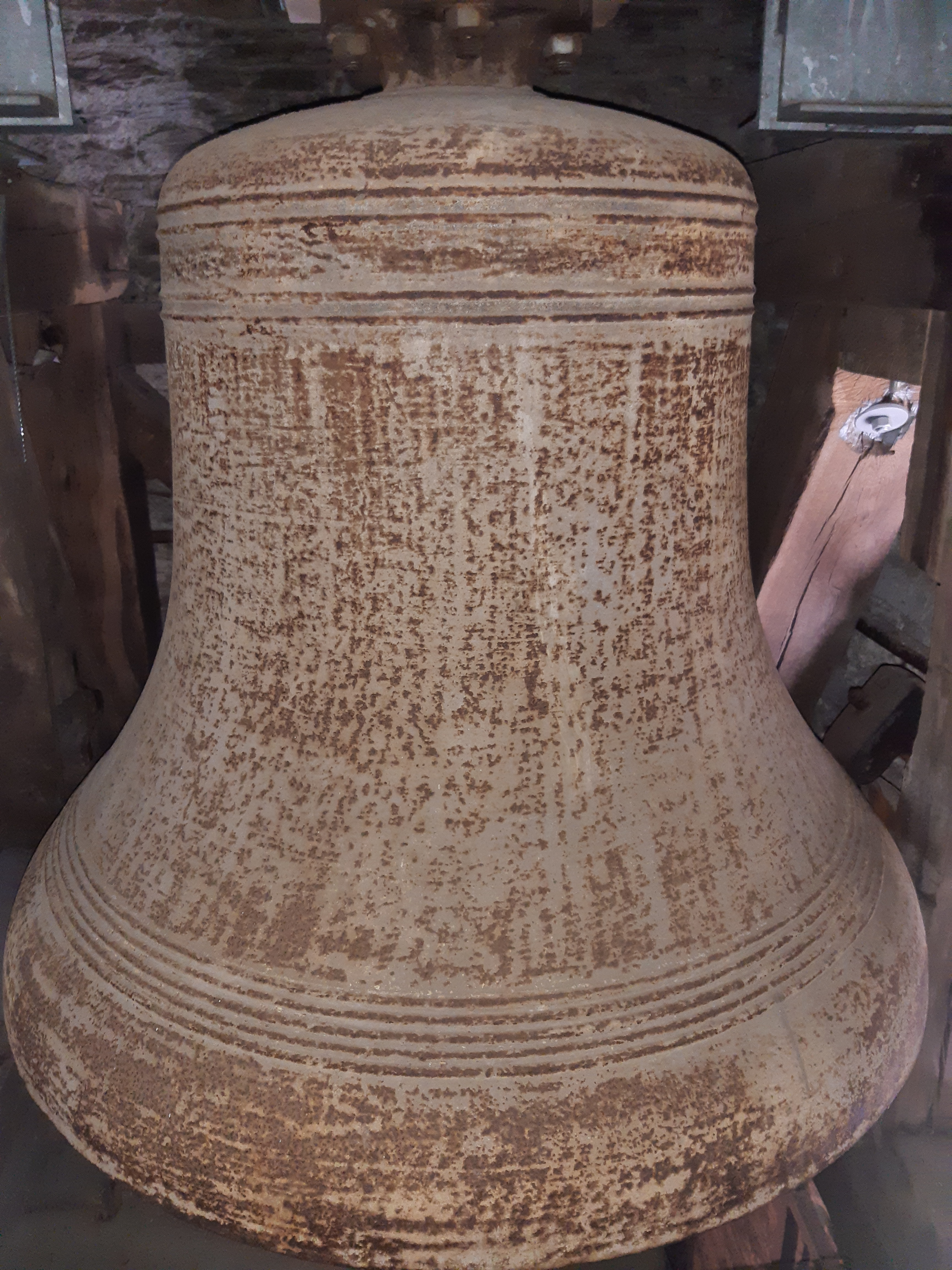
Mittlere Glocke von 1923/1924

Die drei Glocken der Kirche wurden im Jahre 1923 vom Bochumer Verein für Gußstahlfabrikation (BVG) gegossen, konnten aber aufgrund der politischen Lage infolge der Ruhrbesetzung erst 1924 geliefert werden:
- Kleine Glocke: 0,96 m Durchmesser, 480 kg schwer, Tonbezeichnung b, Gießnummer 7549, Inschrift: „Seid fröhlich in Hoffnung“.
- Mittlere Glocke: 1,17 m Durchmesser, 735 kg schwer, Tonbezeichnung g, Gießnummer 7579, Inschrift: „geduldig in Trübsal“.
- Große Glocke: 1,39 m Durchmesser, 1058 kg schwer, Tonbezeichnung e², Gießnummer 7557, Inschrift: „Haltet an am Gebet“.

Als Besonderheit ist zu vermerken, dass bei der Klangprobe am 1. August 1923 festgestellt wurde, dass die Große e² Glocke „außerordentlich gut gelungen“ ist.